# Bakóczi Károly
Bakóczi Károly (Hajdúböszörmény, 1883. január 24. – Székelyudvarhely, 1956. szeptember 3.) magyar író, irodalomtörténész, műfordító.

## Életútja
1908-tól 1924-ig a székelyudvarhelyi református kollégiumban, majd az állami gimnáziumban tanított. Az 1920-as években a Zord Idő és a Pásztortűz munkatársa: jeleneteket, egyfelvonásos darabokat, novellákat, tanulmányokat és műfordításokat közölt. A Kemény Zsigmond Társaság tagja.
Sajtó alá rendezte Fülöp Áron kisebb költeményeit (Székelyudvarhely, 1921). Önálló kötete a Fülöp Áron élete és költészete, függelékül levelezése (Székelyudvarhely, 1923) és a Német költőkből (Székelyudvarhely 1935) című műfordításgyűjtemény, mely 126 költő 442 versét tartalmazza. Fordított ezeken kívül Shelley, Baudelaire, Verlaine, Valéry, Carducci és több orosz költő verseiből.